# Amager Bakke
Amager Bakke är ett värmekraftverk i Köpenhamn i Danmark med en konstgjord skidbacke av plast på toppen.
Avfallsförbränningsanläggningen, som ersätter en tidigare anläggning på Amager, har en effekt på upp till 63 megawatt elektricitet och 247 megawatt fjärrvärme. Den har ritats av Bjarke Ingels Group (BIG) och på taket finns förutom en skidbacke med liftar och fyra pister även flera promenadstråk, sittplatser med bord och en 85 meter hög klättervägg.

Anläggningen tilldelades European Steel Design Award år 2017 och utsågs till World Building of the Year 2021.